# Розина, Ольга Владимировна
О́льга Влади́мировна Ро́зина (род. 29 мая 1955, посёлок Смоляниново Шкотовского района Приморского края) — советский и российский историк, общественный деятель, педагог. Кандидат исторических наук, доцент кафедры истории России средних веков и нового времени Московского государственного областного университета. Почётный работник высшего профессионального образования Российской Федерации. Лауреат Макарьевской премии. Автор свыше 260 научных и учебно-методических работ.

## Биография
Родилась 29 мая 1955 года в посёлке Смоляниново Шкотовского района Приморского края в семье военнослужащего и учительницы.

### Образование
В 1977 году окончила исторический факультет Московского государственного педагогического института имени В. И. Ленина по специальности «История и обществоведение».

### Научная и преподавательская деятельность
С 1977 года — работа в Московском государственном областном университете.
В 1985 году защитила в МГОУ диссертацию на соискание учёной степени кандидата исторических наук по теме «Положение и борьба безработных рабочих Петербурга и Москвы в годы первой российской революции» (научный руководитель — А. В. Ушаков) по специальности 07.00.02 — Отечественная история.
Учёное звание — доцент (1992).  Доцент, профессор кафедры истории России средних веков и нового времени  МГОУ.
С 2003 года (по совместительству) — доцент кафедры социальных дисциплин, истории и культурного наследия Академии социального управления Московской области.
С 2016 года (по совместительству) — доцент кафедры теологии Псковского государственного университета.

### Общественная работа
- С 2006 года является инициатором проведения и членом оргкомитета Межрегиональных (с 2010 года — Международных) научно-практических конференций «Духовные основы русской культуры: изучение и преподавание в высшей и средней школе». Ответственный редактор всех сборников этих конференций.
- С 2007 года является куратором секции «Духовное наследие Византии и Афона в истории и культуре России», ежегодно проводимой в рамках Международных Рождественских образовательных чтений. Организатор и куратор ряда конференций и секций этих чтений.
- Член Правления Международной общественной организации «Союз православных женщин»[9].

## Научные и учебно-методические труды

### Монографии
- Розина О. В. Православная культура в школе: формирование и развитие профессиональных компетенций педагога. – М.: ИИУ МГОУ. 2014. – 164 с. – ISBN 978-5-7017-2320-5
  - То же. 2-е изд., испр и перераб. – М.: Наука и Слово. 2015. – 252 с. – ISBN 978-5-9975-0019-1

### Учебные пособия
- Розина О. В. Духовные основы русской культуры: Пособие для учителей: В 3 кн. со словарем и DVD диском. – М.: Наука и Слово, 2009. Кн. I. – 192 с.; Кн. II. – 224 с.; Кн. III. – 224 с. – ISBN 978-5-9975-0001-6
- Розина О. В. Духовные основы русской культуры. Учебно-методическое пособие. – М.: МГОУ, 2015. – 160 с. – ISBN 978-5-7017-2453-0
- Розина О. В. Религиоведение. Актуальные проблемы курса. Учебное пособие. – М.: ИИУ МГОУ, 2016. – 164 с. – ISBN 978-5-7017-2604-6

### Общий перечень публикаций
- В информационной базе РИНЦ.

## Основные награды
- Дважды Лауреат Всероссийского конкурса в области педагогики, воспитания и работы с детьми школьного возраста и молодежью до 20 лет «За нравственный подвиг учителя» в номинации «Педагоги высшей школе – средней школе» (2009) и «Лучший издательский проект» (2011).
- Почётная грамота Министерства образования и науки Российской Федерации «За многолетнюю плодотворную работу по развитию и совершенствованию учебного процесса, значительный вклад в дело подготовки высококвалифицированных специалистов» (2011).
- Премия памяти митрополита Московского и Коломенского Макария (Булгакова) в номинации «Учебник или учебное пособие, представляющие вклад в науку в одной из существующих номинаций» за монографию «Православная культура в школе: формирование и развитие профессиональных компетенций педагога» (2015)[2][10].
- Почётный работник высшего профессионального образования Российской Федерации (2016)[1][9].

## Избранные интервью
- Интервью «Зачем нужен Союз православных женщин?» на сайте «Православная Москва», 11.05.2014
- Интервью «Богу всё возможно» на официальном сайте Владивостокской епархии Приморской митрополии РПЦ, 27.10.2011